# Nadine Trintignant
Pour les articles homonymes, voir Trintignant et Marquand.
Nadine Trintignant est une réalisatrice, scénariste et écrivaine française, née le 11 novembre 1934 à Nice.

## Biographie

### Famille et enfance
De son vrai nom Lucienne Corneau née Marquand, elle naît de parents comédiens, Jean-Georges Marquand (1904-1992) et Lucienne-Fernande Cornilliat (1906-2006). Parmi ses cinq frères et sœurs, deux autres suivront le chemin artistique : les acteurs Christian (1927-2000) et Serge (1930-2004).

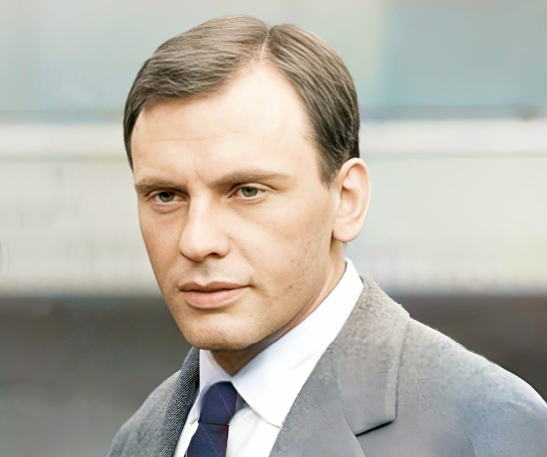
Jean-Louis Trintignant, son premier époux.

Elle épouse en 1961 Jean-Louis Trintignant, divorcé de Stéphane Audran. De ce mariage, naissent trois enfants : Marie (1962-2003), Pauline (1969-1970), Vincent Trintignant (né en 1973).
Divorcée en 1976, elle épouse en 1998 son compagnon de longue date, le réalisateur Alain Corneau qui adopte dans la foulée Marie et Vincent avec le consentement de leur père biologique. Alain Corneau meurt en 2010 et est inhumé auprès de Marie au cimetière du Père-Lachaise (45e division).

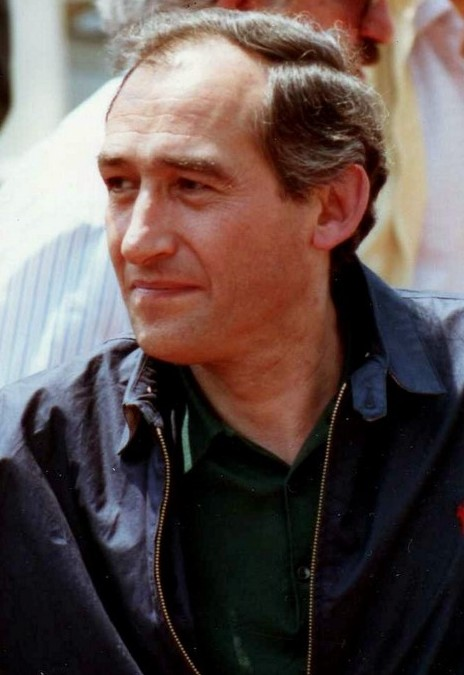
Alain Corneau, son second mari.

### Carrière
Nadine Trintignant commence sa carrière en tant que stagiaire au laboratoire de tirages de films LTC. En 1955, elle devient monteuse de films : Du rififi chez les hommes de Jules Dassin (1955), Si Paris nous était conté de Sacha Guitry (1956), Léon Morin, prêtre de Jean-Pierre Melville (1961)...
En 1965, elle réalise son premier court métrage Fragilité, ton nom est femme.
En 1967, son premier long métrage Mon amour, mon amour avec Jean-Louis Trintignant et Valérie Lagrange a pour sujet l'avortement et est sélectionné au Festival de Cannes.
En 1970, son troisième film Ça n'arrive qu'aux autres avec Catherine Deneuve et Marcello Mastroianni évoque la mort de sa fille Pauline à 9 mois.
En 1980, ses enfants Marie et Vincent tiennent les premiers rôles de Premier Voyage, puis elle met en scène Philippe Noiret, Fanny Ardant dans L'Été prochain (1985), Jacqueline Bisset et Vincent Perez dans La Maison de jade (1988), Irène Jacob et Nicole Garcia dans Fugueuses (1995).
À la télévision, Nadine Trintignant scénarise et réalise des téléfilms ayant pour sujet la famille et la Seconde Guerre mondiale : Lucas avec Evelyne Bouix (1993), L'Insoumise avec Marie et Jean-Louis Trintignant (1996), L'Île bleue avec Pierre Arditi (2001).
En 2000, Nadine et Marie adaptent en mini-série le roman de Gilbert Schlögel, Victoire ou la Douleur des femmes sur le combat et l'évolution des femmes de 1940  à 1970 avec dans le rôle titre Marie aux côtés notamment de Marina Vlady et Sergio Castellitto.
En 2003, elles signent toutes les deux le scénario de Colette, une femme libre que Nadine réalise. C'est le dernier rôle de Marie Trintignant qui meurt pendant le tournage.

### Engagements
En 1971, militante active du féminisme et favorable à l'avortement, elle signe le « Manifeste des 343 » publié par le magazine Le Nouvel Obs. Elle a par ailleurs appartenu à l'Organisation communiste internationaliste,. En 2012, elle soutient la candidature de Nicolas Sarkozy à l'élection présidentielle.
En 2009, elle signe la pétition de soutien à Roman Polanski, qui vient d'être arrêté en Suisse dans le cadre du viol de Samantha Geimer. En 2019, à la suite d'accusations de viol de Valentine Monnier contre Roman Polanski, Nadine Trintignant prend position en soutenant à nouveau Roman Polanski,,,.
En 2023, elle signe une tribune en soutien à Gérard Depardieu, alors visé par trois plaintes pour viol et agression sexuelle. Nadine Trintignant est vivement critiquée sur le réseau social X, accusée de « défendre un agresseur », alors qu'elle s'était engagée par le passé pour dénoncer le meurtre de sa fille Marie. Apprenant par qui la tribune a été écrite, Nadine Trintignant retire son soutien à celle-ci en déclarant : « Je demande aux personnes que j’ai choquées de ne pas m’en vouloir de ma grave erreur » puis ajoute concernant le fond : « Je serai toujours contre les lynchages médiatiques quels qu'ils soient […], je l'ai vécu [le lynchage médiatique] avec violence dans la presse, qui parlait de crime passionnel au sujet de ma fille. Aujourd'hui, on en parle comme d'un meurtre et c'est bien ».

## Filmographie

### Monteuse
- 1955 : Du rififi chez les hommes de Jules Dassin (assistante monteuse)
- 1956 : Si Paris nous était conté de Sacha Guitry (assistante monteuse)
- 1957 : Une parisienne de Michel Boisrond (assistante monteuse)
- 1958 : Une vie d'Alexandre Astruc (assistante monteuse)
- 1960 : L'Eau à la bouche de Jacques Doniol-Valcroze
- 1960 : Le Cœur battant de Jacques Doniol-Valcroze
- 1961 : Léon Morin, prêtre de Jean-Pierre Melville[3] (assistante monteuse)
- 1962 : Twist Parade (court métrage) de Jean Herman
- 1963 : Le Petit soldat de Jean-Luc Godard
- 1963 : Les Grands chemins de Christian Marquand
- 1963 : Le Chemin de la mauvaise route (moyen métrage) de Jean Herman
- 1964 : Les Pas perdus de Jacques Robin

### Réalisatrice

#### Cinéma
- 1965 : Fragilité, ton nom est femme (court métrage) - également scénariste
- 1967 : Mon amour, mon amour - également scénariste
- 1969 : Le Voleur de crimes - également scénariste
- 1971 : Ça n'arrive qu'aux autres - également scénariste
- 1973 : Défense de savoir - également scénariste
- 1975 : Le Voyage de noces - également scénariste
- 1980 : Premier Voyage - également coscénariste
- 1981 : Le Vieil homme et la ville (court métrage)
- 1985 : L'Été prochain - également coscénariste
- 1988 : La Maison de jade - également scénariste
- 1991 : Contre l'oubli (court-métrage de trois minutes) avec 29 autres réalisateurs pour Amnesty International
- 1995 : Lumière et Compagnie (court-métrage) avec 40 autres réalisateurs
- 1995 : Fugueuses - également scénariste

#### Télévision
- 1978 : Madame le juge (série télévisée), épisode 3 Un innocent - également scénariste
- 1982 : Mikis Theodorakis (téléfilm)
- 1986 : Le Tiroir secret (mini-série), épisode 5 La Mise au point
- 1987 : Qui c'est ce garçon? (mini-série)
- 1993 : Lucas (téléfilm)
- 1994 : Rêveuse Jeunesse (téléfilm)
- 1996 : L'Insoumise (téléfilm) - également coscénariste
- 2000 : Victoire ou la Douleur des femmes (mini-série) - également coscénariste
- 2001 : L'Île bleue (téléfilm) - également coscénariste
- 2004 : Colette, une femme libre (téléfilm) - également coscénariste
- 2022 : Marie Trintignant, tes rêves brisés (téléfilm documentaire)

## Théâtre
- 2010 : Ce soir, j’ovule de Carlotta Clerici, théâtre des Mathurins - en tant que metteur en scène

## Publications
- Ton chapeau au vestiaire, récit, Fayard, 1997
- Combien d'enfants, Éditions Stock, 2001

roman ayant reçu le prix Goya du premier roman
- Le Jeune Homme de la rue de France, roman, Fayard, 2002
- Ma fille, Marie, Fayard, 2004

biographie de sa fille, Marie Trintignant écrite après la mort de celle-ci
- J'ai été jeune un jour, biographie, Fayard, 2006
- Une étrange peine, recueil de nouvelles, Fayard, 2007
- Les Silencieuses, roman, Fayard, 2009
- La Dormeuse, roman, Fayard, 2011
- Vers d'autres matins, récit, Fayard, 2012
- La Voilette de ma mère, récit, Fayard, 2014
- C'est pour la vie ou pour un moment ?, récit, Bouquins Éditions, 2021